# 1980 Tour
La primera gira en la historia de la banda inglesa Depeche Mode comenzó el 31 de mayo de 1980 en Basildon, localidad natal del grupo, y terminó el 28 de diciembre de 1980 en Londres. La gira fue tan solo de 19 conciertos y se realizó solo en Reino Unido.

## Créditos
El grupo estaba constituido en esa época y se presentó durante todo el breve lapso que duró la gira como un cuarteto.
David Gahan - vocalista.
Martin Gore - sintetizador.
Andrew Fletcher - sintetizador.
Vince Clarke - sintetizador.

## Temas interpretados
Los temas actuados durante los conciertos fueron más de quince del repertorio del grupo en esa época (aunque incluyendo algunas versiones).
Los temas incluidos en el repertorio de cada concierto fueron:
1. Big Muff (intro instrumental en algunos conciertos)
2. Ice Machine
3. The Price of Love (cover de The Everly Brothers)
4. Dreaming of Me (anteriormente llamada "Dreams of Me")
5. New Life
6. Television Set
7. I Sometimes Wish I Was Dead (anteriormente llamada "Sometimes I Think I'm Dead")
8. Reason Man
9. Photographic (anteriormente llamada "Bright Light", según los listados de sus primeros conciertos)
10. Just Can't Get Enough
11. Tora! Tora! Tora!
12. Tomorrow's Dance (registrada como "Dance")
13. Addiction
14. Then I Kissed Her (cover de The Crystals, solo interpretada en las primeras presentaciones)
15. Mouldy Old Dough (cover de Lieutenant Pigeon, solo interpretada en las primeras presentaciones, en reemplazo de Big Muff)
16. Secrets (solo interpretada en las primeras presentaciones)
17. Radio News (interpretada solo en la mitad de la gira, jamás fue grabada en vivo o para un álbum)
18. The Mirror is Standing (se desconoce quién compuso esta canción, solo interpretada en las primeras presentaciones )
19. Mamma Mia (cover de Abba, se usaban los mismos ritmos de Photographic para interpretarla; solo interpretada en las primeras presentaciones)
20. Sunday Morning (compuesta por Vince Clarke, solo interpretada en las primeras presentaciones)
21. Shout! (solo fue interpretada una vez, se desconoce la fecha del concierto, la melodía era diferente a la versión de estudio)

Este listado refleja el orden consistente de los temas en cada concierto.

## Destinos de la gira
| Fecha                    | País        | Ciudad          | Lugar                 |
| 31 de mayo de 1980       | Reino Unido | Basildon        | Saint Nicholas School |
| 2 de julio de 1980       | Reino Unido | Southend-On-Sea | Alexandra Pub         |
| 16 de agosto de 1980     | Reino Unido | Rayleigh        | Crocs Glamour Club    |
| 30 de agosto de 1980     | Reino Unido | Rayleigh        | Crocs Glamour Club    |
| 20 de septiembre de 1980 | Reino Unido | Rayleigh        | Crocs Glamour Club    |
| 24 de septiembre de 1980 | Reino Unido | Londres         | Bridgehouse           |
| 11 de octubre de 1980    | Reino Unido | Rayleigh        | Crocs Glamour Club    |
| 16 de octubre de 1980    | Reino Unido | Londres         | Bridgehouse           |
| 23 de octubre de 1980    | Reino Unido | Londres         | Bridgehouse           |
| 25 de octubre de 1980    | Reino Unido | Rayleigh        | Crocs Glamour Club    |
| 29 de octubre de 1980    | Reino Unido | Londres         | Ronnie Scots          |
| 30 de octubre de 1980    | Reino Unido | Londres         | Bridgehouse           |
| 8 de noviembre de 1980   | Reino Unido | Rayleigh        | Crocs Glamour Club    |
| 12 de noviembre de 1980  | Reino Unido | Londres         | Bridgehouse           |
| 14 de noviembre de 1980  | Reino Unido | Southend-On-Sea | Technical College     |
| 29 de noviembre de 1980  | Reino Unido | Rayleigh        | Crocs Glamour Club    |
| 10 de diciembre de 1980  | Reino Unido | Londres         | Bridgehouse           |
| 18 de diciembre de 1980  | Reino Unido | Londres         | The Venue             |
| 28 de diciembre de 1980  | Reino Unido | Londres         | Bridgehouse           |

- Datos: Q3597907